# José María de Torrijos y Uriarte
José María de Torrijos y Uriarte (ur. 20 marca 1791 w Madrycie, zm. 11 grudnia 1831 w Maladze) – hiszpański wojskowy i liberał, walczący przeciwko monarchii absolutnej. Pośmiertnie otrzymał tytuł hrabiego de Torrijos przyznany przez regentkę Marię Krystynę Sycylijską.

## Życiorys
Urodził się 20 marca 1791 w Madrycie, w rodzinie andaluzyjskich urzędników pracujących dla monarchii. Jego ojciec Cristóbal de Torrijos y Chacón pochodzący z Sewilli był kawalerem Orderu Karola III, pracował także na dworze Karola IV. Dzięki pozycji ojca, w wieku 10 lat został królewskim paziem. W wieku 13 lat wstąpił do wojskowej Akademii w Alcalá de Henares.
Walczył w wojnie o niepodległość Hiszpanii (1808–1814). Po powrocie króla Ferdynanda VII na tron w 1814 i przywróceniu absolutyzmu uczestniczył w proklamacji Juana Van Halena z 1817. Van Halen starał się przywrócić konstytucję z 1812 odrzuconą przez króla. W konsekwencji spędził dwa lata w więzieniu; został uwolniony w 1820 po sukcesie proklamacji Rafaela de Riego i rozpoczęciu Trzylecia liberalnego. Walczył z Francuzami (korpusem księcia d'Angoulême zwanym Cien Mil Hijos de San Luis), którzy najechali Hiszpanię, aby pomóc przywrócić absolutną władzę Ferdynanda VII i ancien régime. Po porażce wyemigrował do Anglii, gdzie przygotował własną proklamację. 2 grudnia 1831 wraz z sześćdziesięcioma towarzyszami przypłynęli do wybrzeża Malagi, gdzie wpadli w pułapkę absolutystów (zdradzeni przez gubernatora generalnego Gonzáleza Moreno). Zostali aresztowani i uwięzieni w kościele Nuestra Señora del Carmen w Maladze. Dziewięć dni później, 11 grudnia, Torrijos i 48 jego ocalałych towarzyszy zostało rozstrzelanych bez procesu na malageńskiej plaży San Andrés. To wydarzenie zainspirowało sonet José de Esproncedy zatytułowany A la muerte de Torrijos y sus compañeros i wielkoformatowy obraz Antonia Gisberta z 1888 Stracenie Torrijosa i jego towarzyszy.

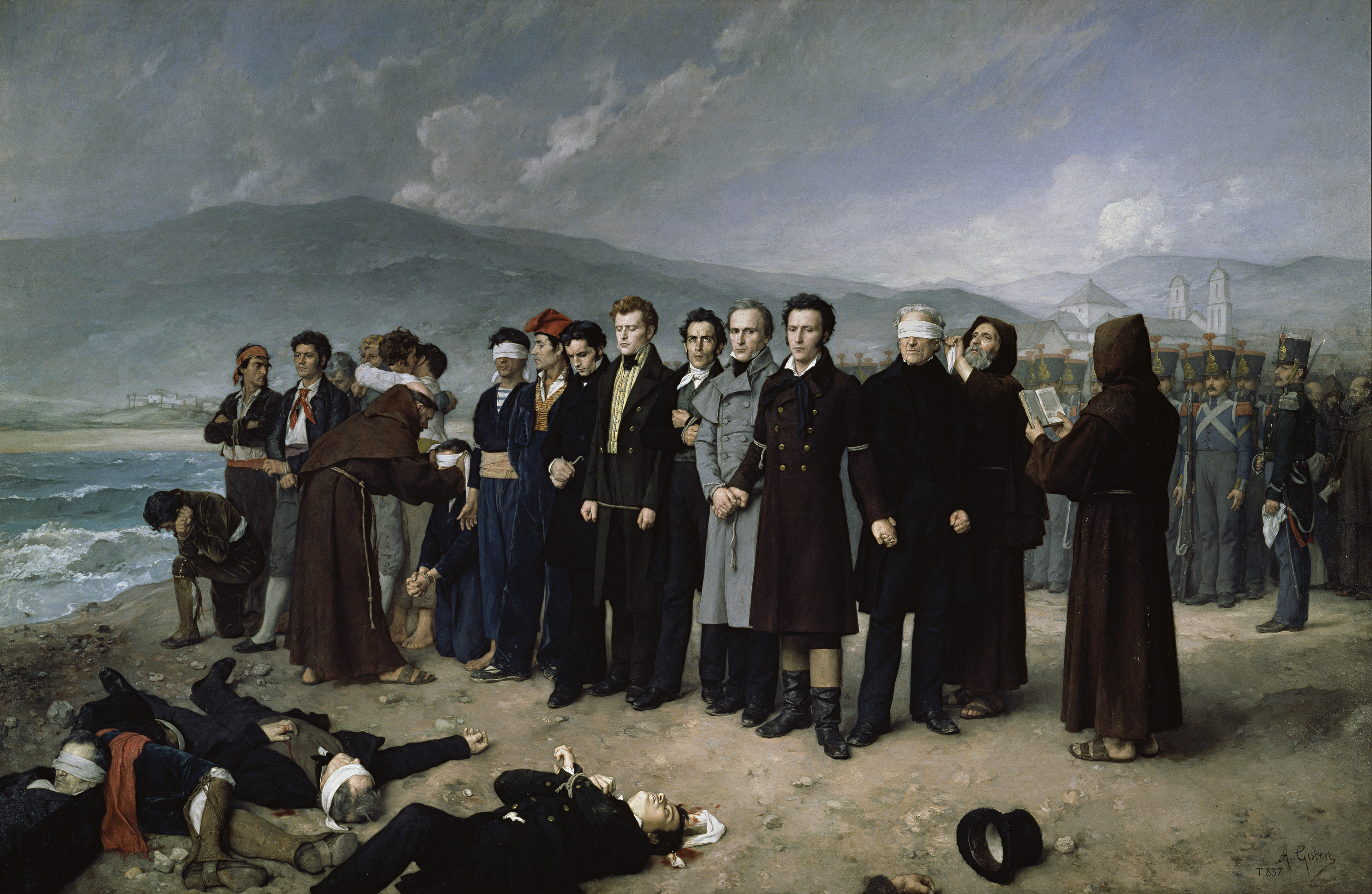
Stracenie Torrijosa i jego towarzyszy Antonio Gisbert, 1888